# Plumatella rieki
Plumatella rieki är en mossdjursart som beskrevs av Charles Thorold Wood 1998. Plumatella rieki ingår i släktet Plumatella och familjen Plumatellidae. Inga underarter finns listade i Catalogue of Life.